# BBC Two
BBC Two (BBC 2 – dwójka w nazwie do 1997 zapisywana była cyfrą) - drugi kanał brytyjskiej telewizji publicznej. Jest nadawany przez BBC, zaś pierwszym dniem emisji był 20 kwietnia 1964. 1 lipca 1967 BBC Two jako pierwszy kanał telewizyjny w Europie rozpoczął stałe nadawanie w kolorze.

## Charakterystyka
W erze, gdy BBC nadawało tylko dwa ogólnokrajowe kanały telewizyjne, zasadniczym zadaniem BBC Two było dostarczanie rozrywki i informacji osobom o mniej popularnych gustach i zainteresowaniach, których potrzeb nie zaspokajało BBC One. Swoje premiery miało tam wiele seriali uważanych za bardziej ambitne czy wymagające wobec widza, zarówno komediowych jak i obyczajowych. Było to także miejsce spotkań brytyjskiej publiczności z krajowym i zagranicznym kinem artystycznym.
Po zwiększeniu liczby anten BBC w wyniku cyfryzacji, BBC Two straciło pozycję najbardziej wysublimowanej intelektualnie anteny tego nadawcy na rzecz BBC Four, jednak nadal uważane jest za kanał mniej masowy i emitujący nieco trudniejsze treści niż BBC One. Elementem bardzo wyraźnie odróżniającym obie główne anteny pozostaje nocna ramówka: podczas gdy BBC One transmituje w nocy program kanału informacyjnego BBC News, "Dwójka" nadaje w tym czasie blok programów edukacyjnych Learning Zone. BBC Two jest również macierzystą anteną programu Newsnight, sztandarowej audycji publicystycznej BBC.

## Programy
Wśród najbardziej znanych w Polsce programów i seriali, które miały swą światową premierę na BBC Two, można wymienić:
- Hotel Zacisze,
- Ja, Klaudiusz,
- Tak, panie ministrze,
- Top Gear,
- Czerwony karzeł,
- Najsłabsze ogniwo,
- Only Connect.

## Dostępność
BBC Two dostępne jest w Wielkiej Brytanii w cyfrowym przekazie naziemnym, przy czym kanał rozszczepiany jest na cztery wersje: dla Anglii, Walii, Szkocji i Irlandii Północnej. Sieci kablowe nadają zwykle wersję właściwą dla danej lokalizacji, zaś w przekazie satelitarnym, prowadzonym przez satelitę Astra 2E, można znaleźć wszystkie wersje.